# العلاقات الجنوب سودانية القطرية
العلاقات الجنوب سودانية القطرية هي العلاقات الثنائية التي تجمع بين جنوب السودان وقطر.

## مقارنة بين البلدين
هذه مقارنة عامة ومرجعية للدولتين:
| وجه المقارنة                                              | جنوب السودان                  | قطر           |
| --------------------------------------------------------- | ----------------------------- | ------------- |
| المساحة (كم2)                                             | 619.75 ألف                    | 11.44 ألف     |
| عدد السكان (نسمة)                                         | 12.58 مليون                   | 2.64 مليون    |
| الكثافة السكانية (ن./كم²)                                 | 20.3                          | 230.77        |
| العاصمة                                                   | جوبا                          | الدوحة        |
| اللغة الرسمية                                             | لغة إنجليزية                  | اللغة العربية |
| العملة                                                    | جنيه جنوب سوداني، جنيه سوداني | ريال قطري     |
| الناتج المحلي الإجمالي (بليون دولار)                      | 2.90 مليار                    | 167.61 مليار  |
| الناتج المحلي الإجمالي (تعادل القوة الشرائية) بليون دولار | 22.88 مليار                   | 316.40 مليار  |
| الناتج المحلي الإجمالي الاسمي للفرد دولار أمريكي          | 73                            | 73.65 ألف     |
| الناتج المحلي الإجمالي للفرد دولار أمريكي                 | 2.02 ألف                      | 141.54 ألف    |
| مؤشر التنمية البشرية                                      | 0.467                         | 0.850         |
| رمز المكالمات الدولي                                      | +211                          | +974          |
| رمز الإنترنت                                              | .ss                           | .qa           |
| المنطقة الزمنية                                           | ت ع م+03:00                   | ت ع م+03:00   |

## منظمات دولية مشتركة
يشترك البلدان في عضوية مجموعة من المنظمات الدولية، منها:
| علم المنظمة | اسم المنظمة                               | تاريخ انضمام جنوب السودان | تاريخ انضمام قطر |
| ----------- | ----------------------------------------- | ------------------------- | ---------------- |
|             | يونسكو                                    | 27 أكتوبر 2011            | 27 يناير 1972    |
|             | وكالة ضمان الاستثمار متعدد الأطراف        | 18 أبريل 2012             | 22 أكتوبر 1996   |
|             | الأمم المتحدة                             | 14 يوليو 2011             | 21 سبتمبر 1971   |
|             | الاتحاد البريدي العالمي                   | ?                         | ?                |
|             | البنك الدولي للإنشاء والتعمير             | 18 أبريل 2012             | 25 سبتمبر 1972   |
|             | الاتحاد الدولي للاتصالات                  | 3 أكتوبر 2011             | 27 مارس 1973     |
|             | مؤسسة التمويل الدولية                     | 18 أبريل 2012             | 11 أكتوبر 2008   |
|             | المركز الدولي لتسوية المنازعات الاستشارية | 18 مايو 2012              | 20 يناير 2011    |
|             | منظمة الشرطة الجنائية الدولية             | ?                         | ?                |

## وصلات خارجية
- موقع وزارة الخارجية الجنوب سودانية
- موقع وزارة الخارجية القطرية